# NGC 4550
إن جي سي 4550 (NGC 4550) هي مجرة منع محدبة تقع في كوكبةبرج العذراء التي يمكن أن ينظر إليها مع بتلسكوب الهواة. انها تقع على مسافة 50 مليون سنة ضوئية (15.5 ميجا السنين الضوئية) من التبانة وهي عضو في برج العذراء العنقودية.

## وصلات خارجية
- ميريفيلد، مايكل. "حركة النجوم في NGC 4550". Deep Space Videos (فيديو الفشاء البعيد). برادي هاران. مؤرشف من الأصل في 2019-05-01.